# طريق سبع الملاف
طريق سبع الملاف هو طريقٌ صحراويٌ تاريخي، كان يَسلُكه الحجاجُ والمسافرون القادمون من منطقة نجد وشرق السعودية إلى الحجاز، يبدأ الطريق من منطقة الرياض، وينتهي بمنطقة مكة المكرمة، مارًا بالمغرزات، والجبيلة، والعيينة، والحيسية، والخمَر، والمفقاعية، والحيش، والمريبض، والميركة، والبليدة، والعويند، وعريض، والدبيجة، ومرات. وسبب تسمية الطريق سبع الملافّ لوجود سبعِ لفَّاتٍ فيه لذلك أطلق عليه أهل المنطقة ومرتادو الطريق هذا الاسم «ومصطلح لفات يقصد به منعطفات».

## تاريخ الطريق
أُنشئ طريق سبع الملاف التاريخي منذ ما يقارب المئة عام، ليكون طريقًا يسهل التنقل فيه للأهالي والمسافرين، بدلًا من طريق أبا القد الذي عُرف بصعوبة السير والتنقل فيه، ويعد طريق أبا القد البوابة الرئيسية المؤدية إلى الرياض من جهة الغرب، فكان لا بد من إنشاء طريق جديد بدلًا من طريق أبا القد القديم، ويسهل السير والتنقل فيه ويربط الرياض بالحجاز، لذلك أُنشئ طريق سبع الملاف ليكون معبرًا ميسرًا للأهالي والمسافرين، وكان ذلك في عهد الملك عبدالعزيز آل سعود.

## الرحلة عبر الطريق

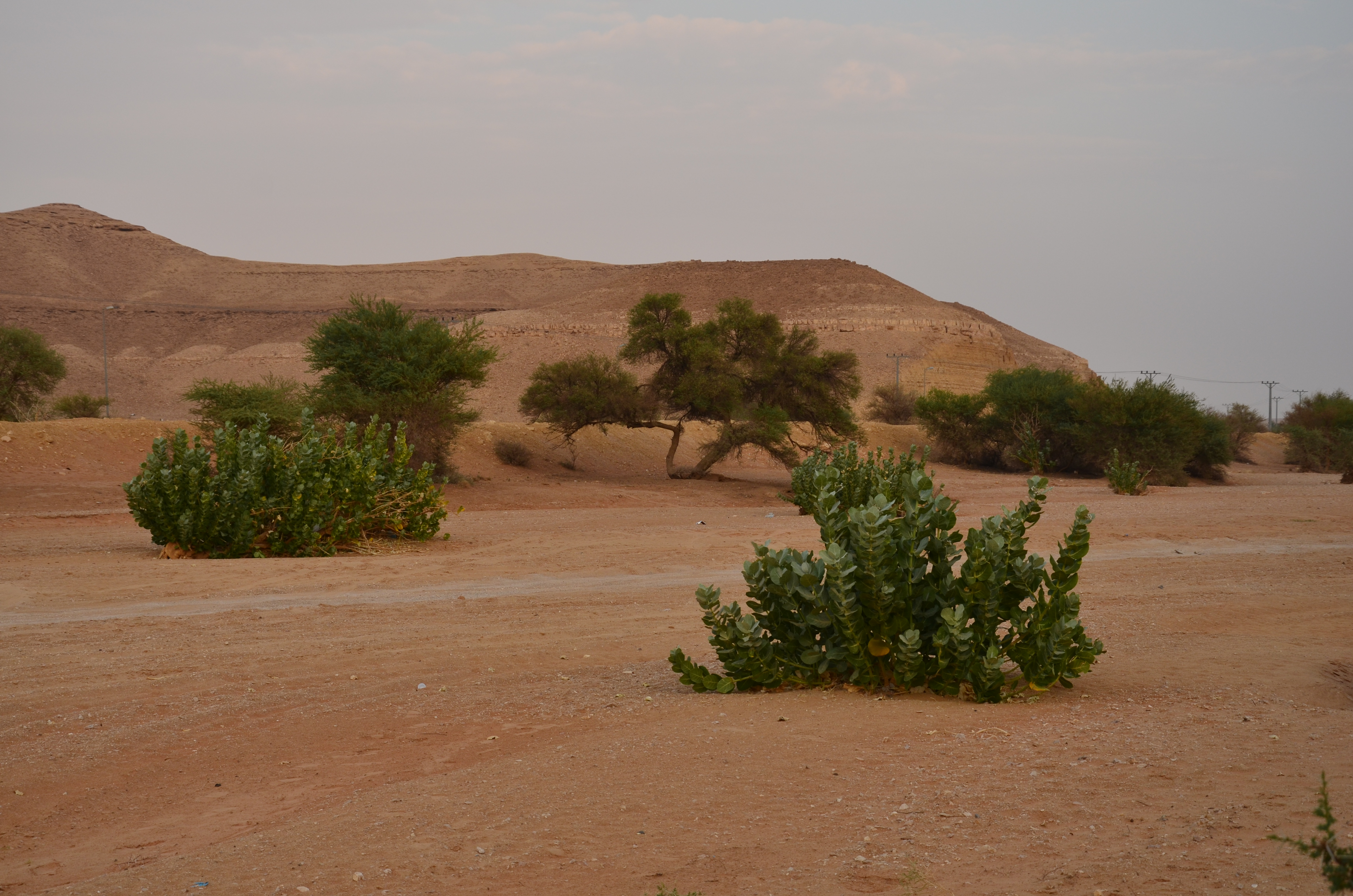
العيينة من القرى التي يعبر من خلالها طريق سبع الملاف

يبدأ الطريق من منطقة الرياض إلى منطقة المغرزات ثم إلى محافظة الجبيلة التي تعد أول محطة يرتاح فيها الركاب، وكان فيها مركزٌ حكوميٌ ومسجد وبئر يستقي منها المسافرون. ثم يأخذهم الطريق بعد ذلك إلى «العيينة» ويوجد بها مسجد يتوقف فيه المسافرون لأداء الصلاة، وبعدها يمرون بشعيب «الحيسية» وهو وادي حنيفة، ويعرف الوادي بكثرة أشجار الطلح، وحينها كان يتخذ منه المسافرون محطة للاسترخاء والاستراحة في ظلال أشجار الوادي من حرارة الشمس، ثم بعد «الحيسية» يمر الطريق بـ «الخمَر» وهي جزء من سلسلة «جبال طويق»، ومن الخَمر إلى بلدة «المفقاعية». بعد ذلك يصل المسافرون إلى منطقة «الحيش»، وتعرف بكثرة أشجارها وتعدد أماكن الاستراحات فيها، ثم يمرون عبر «الميركة»، ثم يصلون إلى «البليدة»، بعد ذلك ينحدر الطريق إلى بلدة «العويند»، وهي بلدة راحة للمسافرين ينامون فيها إذا كان الوقت ليلًا، ثم يمر الطريق بالمسافرين إلى «عريض» ثم إلى بلدة «الدبيجة»  و يصل إلى «مرات»، وهي أول محطة رسميةٍ للطريق، وآخر المحطات التي توصل المسافر إلى طريق الحجاز الرسمي لسالكي طريق سبع الملاف.